# HIP 70849
HIP 70849 är en ensam stjärna belägen i den mellersta delen av stjärnbilden Vargen. Den har en  skenbar magnitud av ca 10,36 och kräver ett teleskop för att kunna observeras. Baserat på parallax enligt Gaia  Data Release 3 på ca 41,46 mas beräknas den befinna sig på ett avstånd av ca 78,7 ljusår (ca 24,1 parsec) från solen. Den rör sig närmare solen med en heliocentrisk radialhastighet av ca -0,13 km/s.

## Egenskaper
HIP 70849 är en röd till orange stjärna i huvudserien av spektralklass K7 Vk, där "k" anger interstellära absorptionsegenskaper i spektrumet. Den har en massa av ca 0,7 solmassa, en radie av ca 0,6 solradie och utsänder energi från dess fotosfär motsvarande ca 0,089 gånger solen vid en effektiv temperatur av ca 4&nbs;100 K. Stjärnan är magnetiskt aktiv med en ca 10-årig stjärnfläckcykel. Den verkar vara ungefär 3,6 miljarder år gammal och ljusemissionen visar en periodicitet på 41,2 dygn, vilket troligen är rotationsperioden.

## Planetsystem
År 2009 upptäcktes en gasjätteplanet i omloppsbana kring HIP 70849, betecknad HIP 70849 b. Den har en massa motsvarande 4,5  Jupitermassor och har omloppsperiod på mer än 3 000 dygn i en bana med en halv storaxel av 3,99 AE och med hög excentricitet. Det finns också en följeslagare i form av en brun dvärg av spektralklass T4.5, som kretsar på ett avstånd av ca 9 000 AE från HIP 70849.
| Planet | Massa          | Halv storaxel (AE) | Siderisk omloppstid (d) | Excentricitet   | Inklination | Radie |
| ------ | -------------- | ------------------ | ----------------------- | --------------- | ----------- | ----- |
| b      | 4,5+0,4−0,3 MJ | 3,99 +0,06−0,07    | 3 649 ± 18              | 0,65 +0,02−0,01 | 96 +16−2,1° | -     |